# 107-mm-Divisionskanone M1940 (M-60)

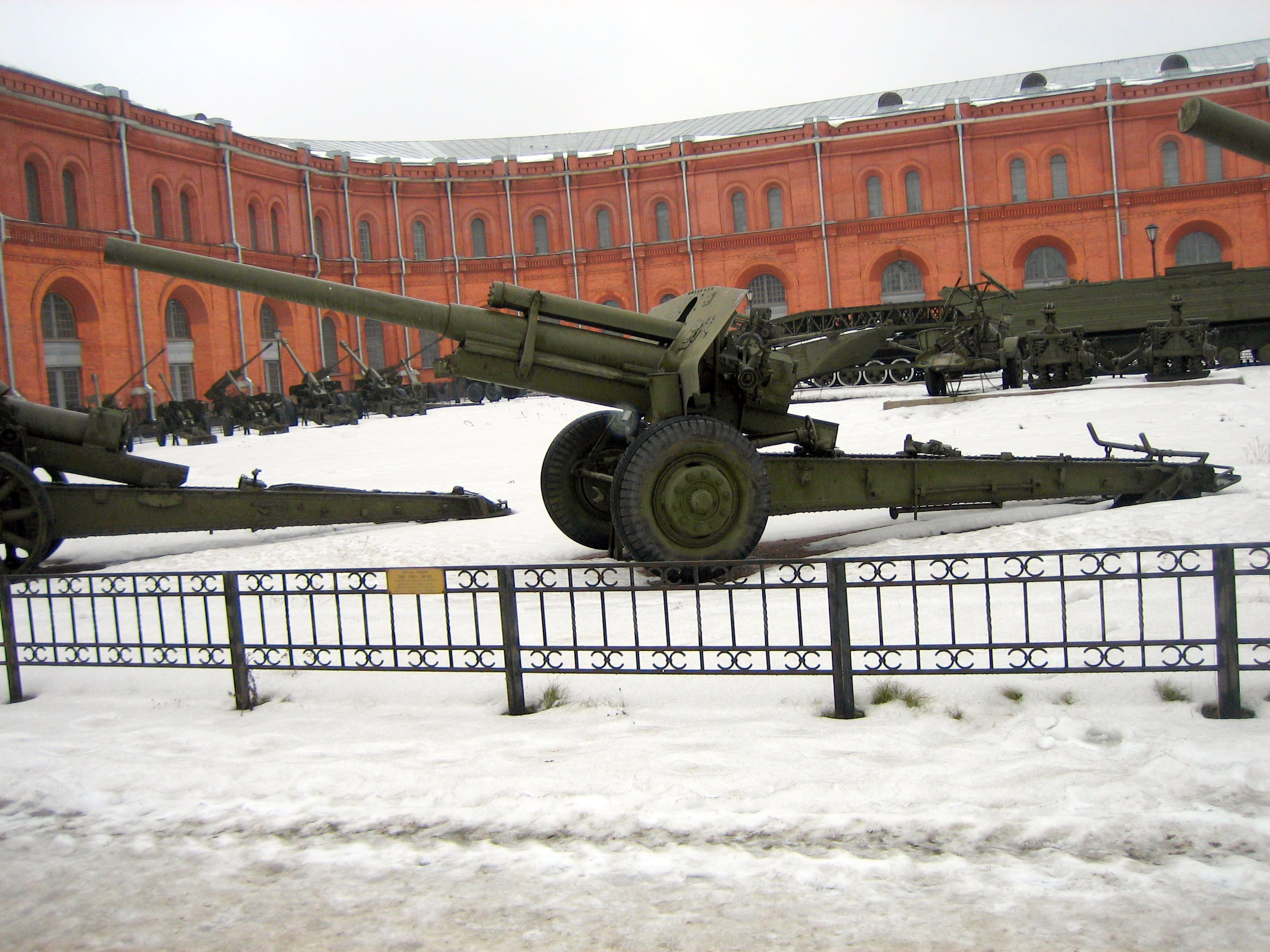
107-mm-Divisionskanone M1940 (M-60)

Die 107-mm-Divisionskanone M1940 (M-60) (russisch 107-мм дивизионная пушка обр. 1940 г. (М-60)) war eine sowjetische schwere Feldkanone mit einem Kaliber von 106,7 mm, die während des Zweiten Weltkriegs verwendet wurde. Sie wurde im Jahr 1940 konstruiert, der verantwortliche Chefkonstrukteur war F. F. Petrow. Insgesamt wurden 139 Exemplare hergestellt. 107-mm-Divisionskanone M1940 war eine Bezeichnung der Roten Armee, M-60 war eine andere gleichwertige Bezeichnung des Entwicklers, Sawod No. 172 (Permer-Werk Nr. 172).

## Technische Daten
| 107-mm-Divisionskanone M1940             |                                                                                   |
| Allgemeine Eigenschaften                 |                                                                                   |
| Klassifikation                           | ursprünglich schwere Divisionskanone, später schwere Korpskanone                  |
| Chefkonstrukteur                         | Fjodor Fjodorowitsch Petrow                                                       |
| Bezeichnung des Entwicklers              | M-60 (russ. М-60)                                                                 |
| Entwickler                               | Permski Sawod No. 172 (Permer-Werk Nr. 172, russ. Пермский завод №172)            |
| Hersteller                               | Sawod No. 172, 11 Stück Sawod No. 352 (Werk Nr. 352, russ. Завод №352), 126 Stück |
| Länge ohne Protze                        | 8085 mm                                                                           |
| Breite                                   | 2200 mm                                                                           |
| Höhe                                     | 1920 mm                                                                           |
| Gewicht in Feuerstellung                 | 4000 kg                                                                           |
| Gewicht in Fahrstellung                  | 4300 kg                                                                           |
| Mannschaft                               | 8 Mann (Geschützführer, zwei Richtschützen, fünf Lade- und Munitionsschützen)     |
| Baujahre                                 | 1940–1941                                                                         |
| Stückzahl                                | 137 und zwei Prototypen                                                           |
| Rohr                                     |                                                                                   |
| Kaliber                                  | 106,7 mm                                                                          |
| Rohrlänge                                | 4605 mm (L/43)                                                                    |
| Rohrlänge (gezogener Lauf)               | 4470 mm (L/41,8)                                                                  |
| Höhe der Schusslinie                     | 1215 mm                                                                           |
| Feuerdaten                               |                                                                                   |
| Höhenrichtbereich                        | −4,5° bis +45°                                                                    |
| Seitenrichtbereich                       | 60°                                                                               |
| Höchstschussweite                        | 18.300 m                                                                          |
| Feuerrate                                | 6–7 Schuss/min                                                                    |
| Beweglichkeit                            |                                                                                   |
| Bodenfreiheit                            | 315 mm                                                                            |
| Höchstgeschwindigkeit im Fahrzeugschlepp | 35 km/h                                                                           |